# CA-35

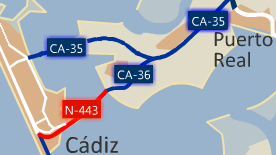
Mapa de la CA-35

La CA-35 es una autovía urbana conocida como Acceso a Cádiz por el Puente de la Constitución de 1812 que tiene una longitud de 7 kilómetros y que conecta la Autopista del Sur (AP-4) en Puerto Real con la ciudad de Cádiz. 
Antes del desdoblamiento de la CA-35 era la anterior carretera N-443 entre Puerto Real y Cádiz a través del Puente José León de Carranza, fue inaugurado en octubre de 1969. El primer tramo desdoblado hasta el nudo del Río San Pedro se inauguró en febrero de 2008 y el último se inauguró en septiembre de 2015 con un gran puente atirantado que cruza la Bahía de Cádiz. 
Consta de tres carriles para cada sentido hasta el Nudo del Río San Pedro donde se divide en dos ramales, uno de acceso sur a Cádiz por el Puente José León de Carranza y la autovía urbana CA-36 y el acceso norte a Cádiz donde acaba la propia CA-35. Este acceso se consigue mediante un gran viaducto sobre el viario y el polígono industrial del Río San Pedro y con el Puente de la Constitución de 1812, que es el último tramo de la autovía hasta llegar a la capital gaditana. Es el tramo más complejo de la carretera, con 3095 metros de tramo elevado y 550 metros de luz sobre la bahía.

## Tramos
| Denominación | Tramo | Kilómetros | Año servicio                                                           |
| ------------ | --- | ---------- | ---------------------------------------------------------------------- |
| CA-35        | Puerto Real Norte CA-32 AP-4 - San Pedro CA-36 Tramo original Tramo ampliado Nudo de Puerto Real CA-32 AP-4 Nudo original de San Pedro CA-36 Remodelación Nudo de San Pedro CA-36 | 2 - -      | 1 carril por sentido: 1969 3 carriles por sentido: 2008 1971 1979 2013 |
| CA-35        | San Pedro CA-36 - Cádiz Este | 5          | 2015                                                                   |

## Trazado
| Velocidad | Esquema | Carriles | Salida | Sentido Cádiz | Sentido Puerto Real (AP-4)                                                        | Carriles | Carretera | Notas |
| --------- | ------- | -------- | ------ | --- | --------------------------------------------------------------------------------- | -------- | --------- | ----- |
|           |         |          |        | CA-35 CA-36 Cádiz | E-5 AP-4 Jerez de la Frontera Sevilla A-48 Algeciras                              |          | E-5 AP-4  |       |
|           |         |          |        | Caño de La Cortadura 110 metros                                                                                          | Caño de La Cortadura 110 metros                                                   |          |           |       |
|           |         |          | 2      | CA-36 Cádiz (sur) CA-33 San Fernando Bda. Río San Pedro zona industrial La Cabezuela Campus Universitario de Puerto Real |                                                                                   |          | CA-36     |       |
|           |         |          |        | Viaducto Río San Pedro 796 metros                                                                                        | Viaducto Río San Pedro 796 metros                                                 |          |           |       |
|           |         |          | 4      | | Bda. Río San Pedro Río San Pedro La Cabezuela Campus Universitario de Puerto Real |          |           |       |
|           |         |          |        | Puente de la Constitución de 1812 3095 metros                                                                            | Puente de la Constitución de 1812 3095 metros                                     |          |           |       |
|           |         |          |        | Cádiz norte centro ciudad Puerto de Cádiz Avda. de las Cortes de Cádiz                                                   | CA-35 Puerto Real Sevilla                                                         |          |           |       |